# Duomo di Enna

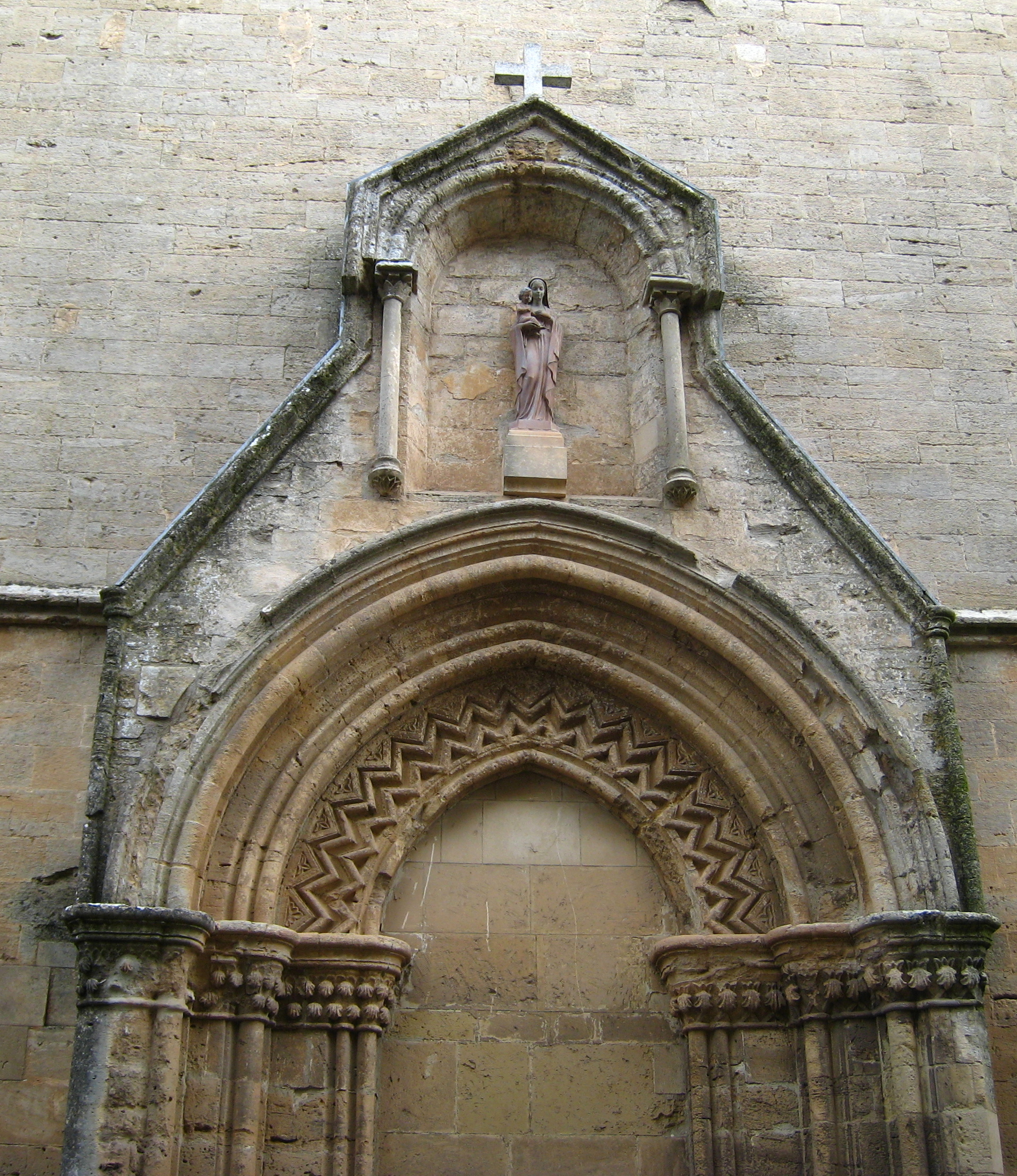
La porta laterale Santa Giubilare.

Il duomo di Enna, dedicato a Maria Santissima della Visitazione, è la chiesa madre della città, nonché monumento nazionale e luogo di pace dell'UNESCO dal 2008.
Il duomo sorge nel centro storico della città, salendo la storica via Roma e si trova a circa 500 metri dal castello di Lombardia. Esso si getta, con la sua maestosa facciata campanaria su una piccola piazza, definita Piazza Duomo, circondata dalla canonica e da altre architetture settecentesche e si affaccia su piazza Mazzini, della quale occupa interamente il lato nord.
È annoverata tra le maggiori espressioni artistiche della provincia, grazie alla grandezza, alla vastità e alla pregevolezza delle opere custodite, tra cui le pale d'altare del Borremans, di Filippo Paladini e di Vincenzo Roggeri, oltre che all'affascinante fondersi di stili diversi, come il portale laterale barocco.
Il duomo è, infine, il culmine delle celebrazioni della suggestiva Settimana Santa di Enna e delle celebrazioni patronali della Madonna della Visitazione.

## Storia
Il duomo di Enna è uno dei maggiori esempi di architettura ecclesiastica medievale presenti in Sicilia: costruito nel Trecento e profondamente rinnovato circa due secoli dopo, presenta imponenti colonnati corinzi, tre navate e tre absidi, pregiate tele e lampadari, e una maestosa facciata con torre campanaria, che svetta su tutta la città, la cui campana è di mole impressionante in proporzione alla grandezza della città.

### Epoca romano - bizantina
Intorno al V secolo sui resti del tempio pagano dedicato a Proserpina è edificata la chiesa di Santa Maria Maiuri. Il culto della dea delle messi Cerere, di cui Proserpina è figlia, fu accantonato dall'opera evangelizzatrice di San Pancrazio sostituendolo con la venerazione della Vergine Maria.

### Epoca araba
Il luogo di culto cattolico diede agli invasori musulmani, che avevano occupato Castrogiovanni nel contesto della dominazione araba, il pretesto per edificare la loro moschea "... di frunti at la prima chiesa di li cristiani, chiamata di Santa Maria Maiuri ...". L'area corrisponde al luogo ove oggi sorge la chiesa di San Michele Arcangelo.

### Epoca aragonese
L'edificazione ha avvio nel 1307, per volere di Eleonora d'Angiò, moglie di Federico III d'Aragona e fervente devota della Madonna, per celebrare la nascita di Pietro, loro figlio. Il luogo scelto per la costruzione fu un piano appena fuori le mura del castello di Lombardia che di lì a poco verrà anch'esso restaurato, stessa area dove, secondo un'antica tradizione ennese, preesisteva un'antica chiesa della città chiamata Santa Maria Maiuri, in avanzato stato di degrado. Con questo pretesto si volle costruire un edificio con un'alta torre campanaria. La chiesa, intitolata alla Celeste Patrona della città, ingloba le rovine del Tempio di Proserpina, l'arcata centrale del tempio è inserita nella parte absidale esterna.
Originariamente dedicata alla Vergine Assunta, dal 1412 fu votata al titolo della Visitazione di Maria. Costruita in pure forme gotiche, nel 1446 un grave incendio la distrusse tranne un'abside e una parte del fianco destro. Papa Eugenio IV indisse un giubileo straordinario della durata di 7 anni per raccogliere i fondi necessari alla ricostruzione dell'importante edificio di culto. A causa dell'insufficienza di denaro raccolto, re Alfonso V d'Aragona vendette varie terre e con il ricavato riuscì a portare a compimento l'opera. Al 1447 risale l'apertura esterna al braccio del transetto meridionale denominata Porta Santa.

### Epoca spagnola
Negli anni successivi subì il crollo del colonnato della navata centrale, altra occasione questa per rinnovare stilisticamente l'edificio, con l'intervento di Giandomenico Gagini, famoso maestro rinascimentale. Le due colonne ricostruite presentano la decorazione ricca di foglie d'acanto, maschere geminate, figure bicipite, grottesche, uccelli, animali fantastici e ancora putti, grifi, teste d'angelo, evangelisti, profeti e santi, simboli del Vangelo. In una nicchia ricavata lungo il corpo di una colonna è scolpito il Battesimo di Gesù sotto la protezione del Padre Eterno e dello Spirito Santo fra le insegne di Papa Pio IV, quelle della casa reale di Spagna nella figura di Filippo II di Spagna e della città di Castrogiovanni. Ulteriori interventi interessarono le restanti colonne per opera di Jacopo Salemi, nel 1570 i lavori culminarono col completamento di Porta Sottana arricchita col bassorilievo raffigurante San Martino a decoro del timpano.
La torre campanaria, inizialmente di faraoniche dimensioni, cedette nel 1619 e fu così di nuovo innalzata, slanciata e maestosa. Un secondo crollo si verificò nel 1676 causato dall'eccessivo appesantimento della struttura.
Nel 1700 è rivestita la Cappella dei Marmi, nel 1781 è conclusa la pavimentazione delle navate e la ristrutturazione della sacrestia.

### Epoca contemporanea
- 1943, Il tempio è dichiarato monumento nazionale per volere di Vittorio Emanuele III.

## Descrizione

### Esterno
Il duomo di Enna appare dall'esterno come una grande chiesa a pianta di croce latina, con una facciata principale cui si accede da un'ampia gradinata, sormontata dall'imperiosa torre campanaria, quest'ultima su due alti livelli di forma quadrangolare, risalenti a fine Seicento, impreziositi da cornicioni e rilievi, con una enorme campana, detta "dei 101 quintali", grande come quella del duomo di Catania.
La facciata del duomo è stata realizzata seguendo canoni di dimensioni anomali rispetto alle tendenze dell'epoca: da una lunga scalinata si raggiunge un portico a tre portali, cinti da 6 colonne, mentre sopra la base si sviluppano altri due livelli della torre campanaria, con due finestre a tutto sesto ricche di fregi, decorazioni, volti umani, lesene e colonne in ordine dorico e corinzio.
Oltre al portico, della facciata centrale notevole è la Porta del Giubileo, oggi murata, sul fianco destro, che rappresenta un ottimo esemplare di gotico siciliano, con 6 colonne a capitelli decorati e un arco sovrastato dalla statua della Madonna con Gesù Bambino corniciata da un arco a tutto sesto e fregi a zig-zag che si alternano a motivi di foglie.
Altra porta laterale è la "Porta Sottana", che data 1447, recante due coppie di colonne corinzie sormontate da un timpano di coronamento e un bassorilievo marmoreo tardo-rinascimentale raffigurante San Martino che divide il suo mantello coi poveri.

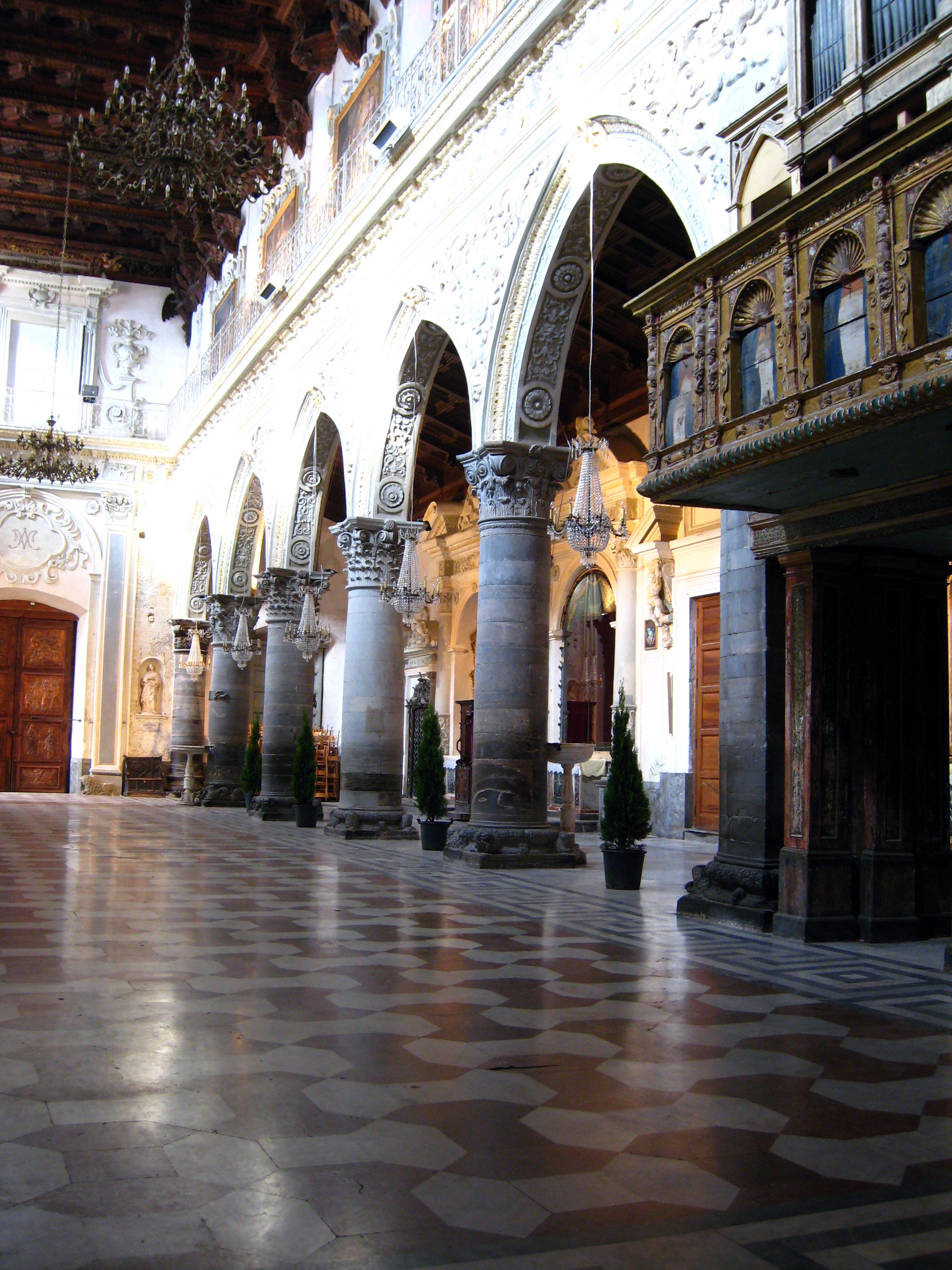
Le navate sono divise da due serie di colonne corinzie.
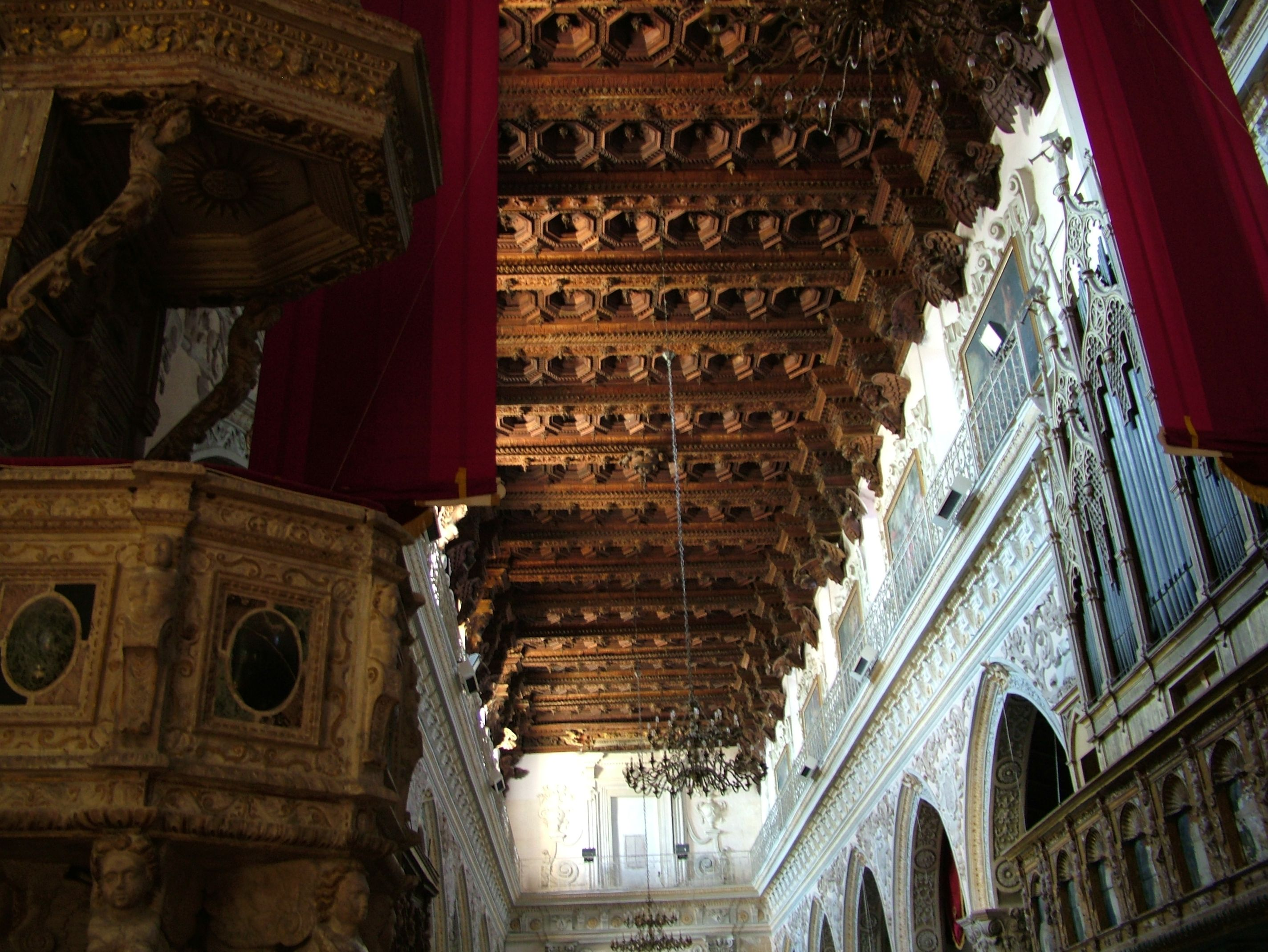
Il soffitto ligneo a cassettoni della navata principale.
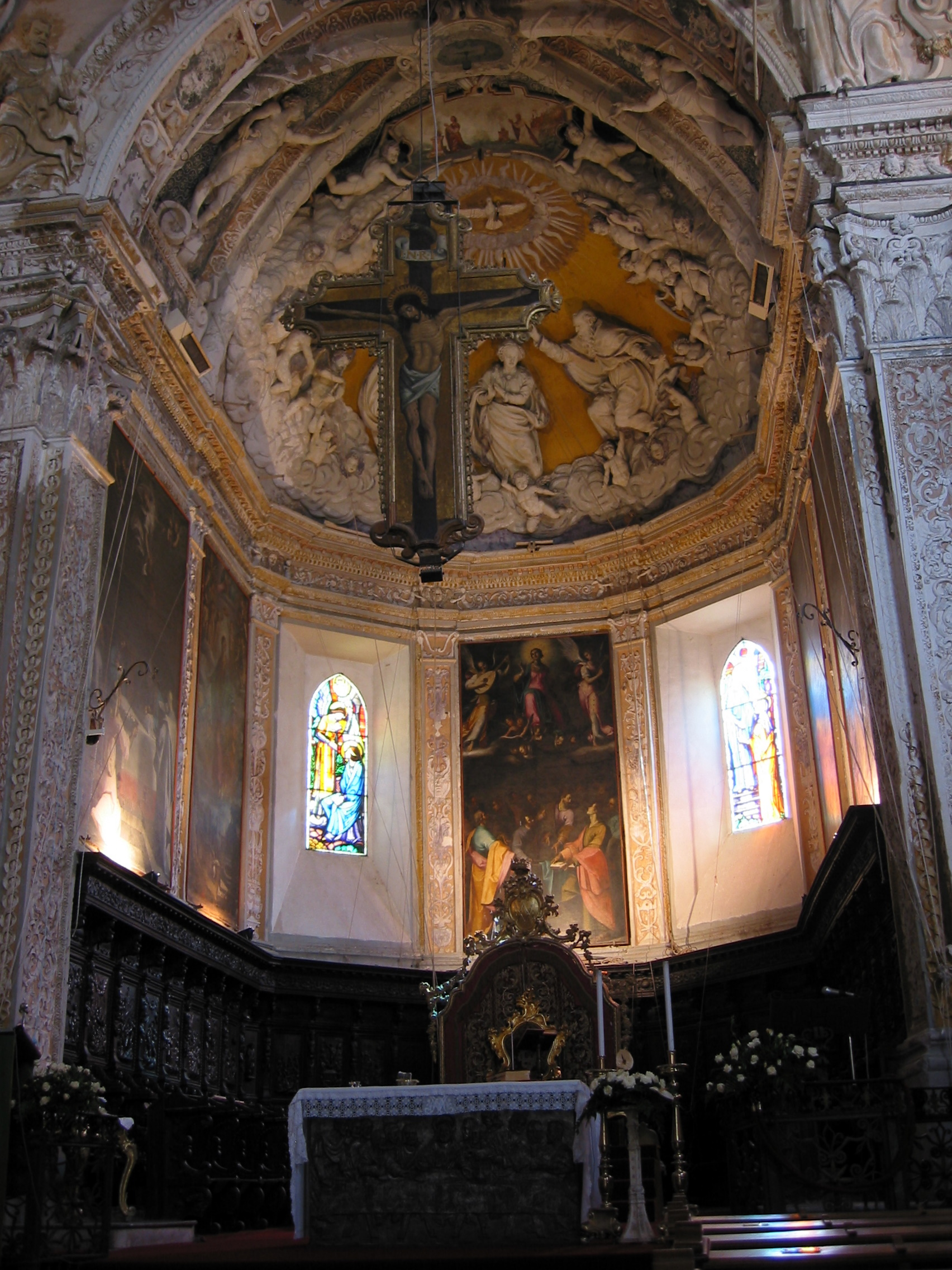
L'abside maggiore.
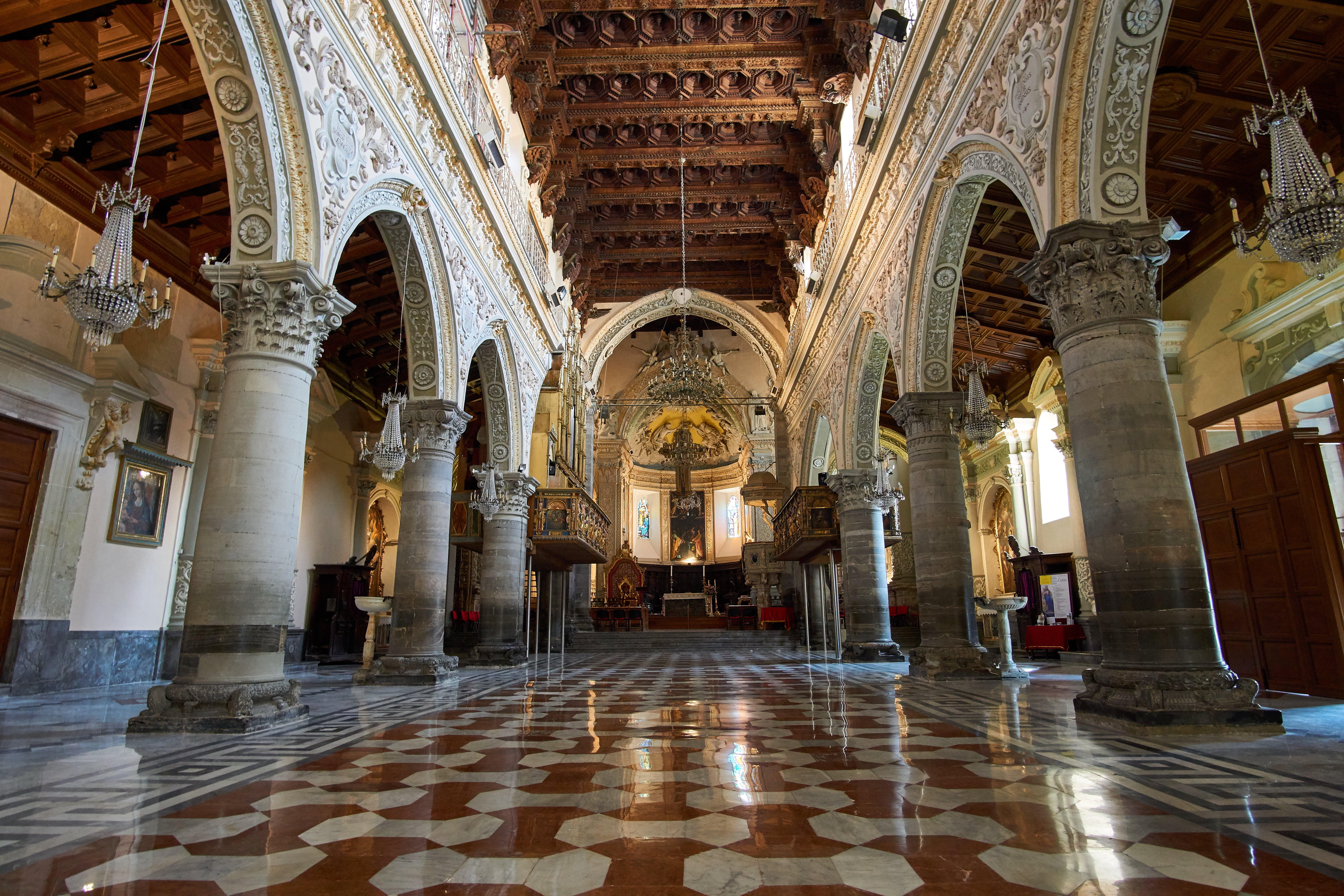
La navata centrale
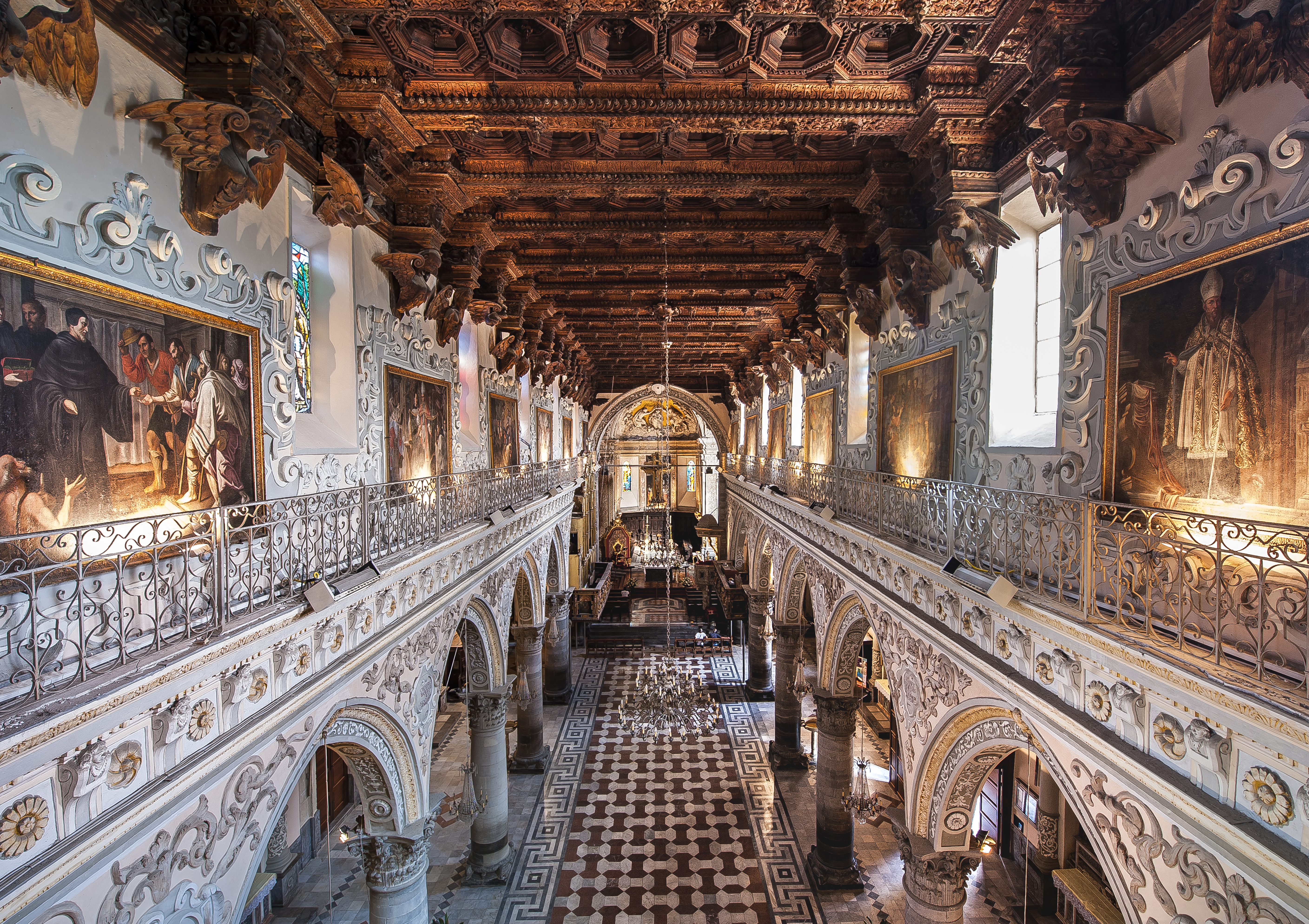
L'interno dall'alto, con il soffitto ligneo e i quadri di Vincenzo Roggeri
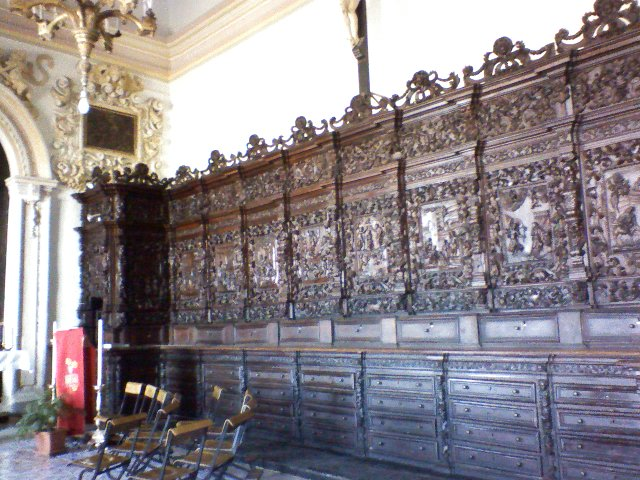
Il cascerizio della sagrestia

### Interno

#### Navata destra
- Prima campata.
- Seconda campata: Cappella del Transito. Altare con dipinto raffigurante il Transito della Vergine o Dormitio Virginis, olio su tela, opera di Vincenzo Roggeri del 1668.
- Terza campata: Cappella dei Santi Lucilla e Giacinto. Altare con dipinto raffigurante i Santi Lucilla e Giacinto, olio su tela, opera di Damiano Basile del 1600.
- Quarta campata. Ingresso laterale destro o Porta Sottana su piazza Mazzini.
- Quinta campata: Cappella di Sant'Agata. Altare con dipinto raffigurante l'Apparizione di Sant'Agata a Santa Lucia, olio su tela, opera di Guglielmo Borremans, datato 1721.
- Sesta campata: Cappella di San Giovanni Battista. Altare con dipinto raffigurante il Battesimo di Cristo, olio su tela, opera di Guglielmo Borremans del 1721. Varco uscita minore o Porta Soprana.

#### Navata sinistra
- Prima campata. Salita al campanile. Battistero con fonte battesimale in stile rinascimentale del 1544, l'ambiente è delimitato da una recinzione in ferro batto.[6]
- Seconda campata: Cappella di San Martino. Altare con dipinto raffigurante San Martino di Tours, olio su tela, opera di Guglielmo Borremans datato 1722.
- Terza campata. Nell'ambiente è custodita la Grande Nave d'oro utilizzata per i riti processionali.[6]
- Quarta campata. Varco laterale sinistro.
- Quinta campata: Cappella della Madonna. Altare con dipinto raffigurante la Madonna con bambino sulla cassa, olio su tela di ignoto. Quadro raffigurante Madonna con bambino.
- Sesta campata: Cappella di San Costantino. Altare con dipinto raffigurante il Sonno di Costantino coi Santi Pietro e Paolo, olio su tela, opera di Guglielmo Borremans del 1722.[6] Quadro raffigurante Madonna con bambino e Sant'Antonio, olio su tela di autore ignoto. Varco comunicante con la sacrestia.

#### Navata centrale
L'interno del tempio a pianta basilicale, con tre navate, colonnati in basalto nero con basi e i capitelli scolpiti da Giandomenico Gagini con figure mostruose, presenta un vasto soffitto ligneo a cassettoni, intagliato riccamente, sia nelle tre navate quanto nel transetto. L'ambiente presenta due grandi medaglioni di stucco in cui sono inserite due tele del pittore napoletano Giovanni Piccinelli.
La navata centrale custodisce:
- Il palco della cantoria, con preziosi intarsi lignei sulla sinistra;
- Il palco dell'organo sulla destra, posto di fronte al precedente, con splendide nicchie lignee contenenti icone di santi;
- Il pulpito in stile classico-rinascimentale;
- Il soffitto ligneo a cassettoni, uno dei più belli della regione.

Sul cornicione la teoria di 12 quadri raffiguranti santi dell'Ordine basiliano ennese, opera di Vincenzo Roggeri: Martirio di Santa Barbara; Martirio di Sant'Elia; Martirio di Sant'Orsola; San Nicola di Bari, primitivo patrono di Enna; Sant'Elia il vecchio, basiliano ennese; San Daniele, basiliano ennese, discepolo del precedente; Sant'Elia il giovane, basiliano ennese; San Vitale abate, basiliano ennese; San Luca abate, basiliano ennese; Santa Caterina, suora basiliana, sorella di San Luca; Sant'Angelo, basiliano ennese, figlio di Santa Caterina; San Teodoro, basiliano ennese, figlio di Santa Caterina. Opere commissionate nel 1668, consegnate nel 1672 e inserite in monumentali cornici in stucco.
Degne di nota le prime due colonne della navata con basi e capitelli decorati da Giandomenico Gagini.

#### Transetto

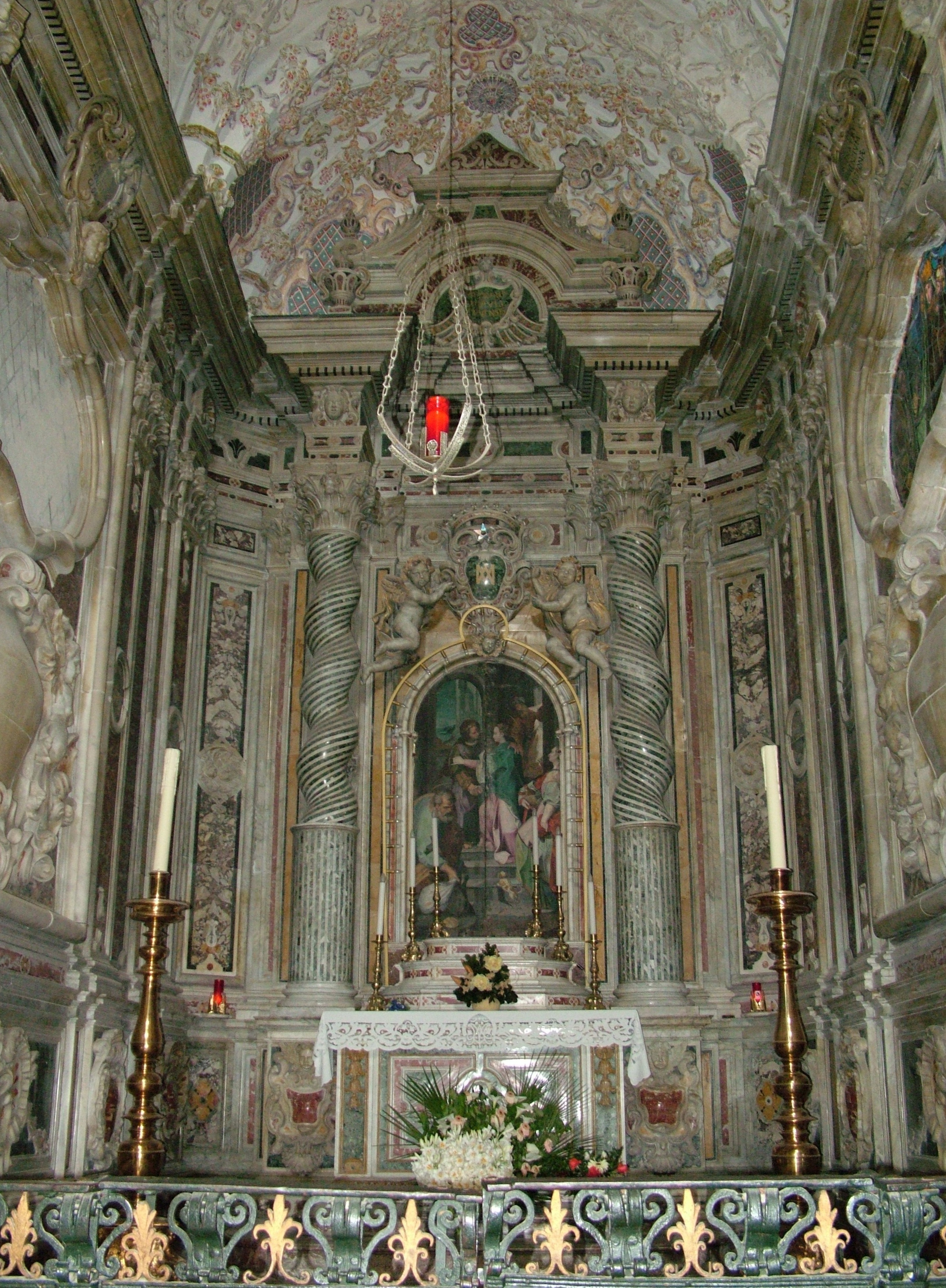
Cappella della Madonna della Visitazione con simulacro della Madonna della Visitazione, Patrona di Enna.

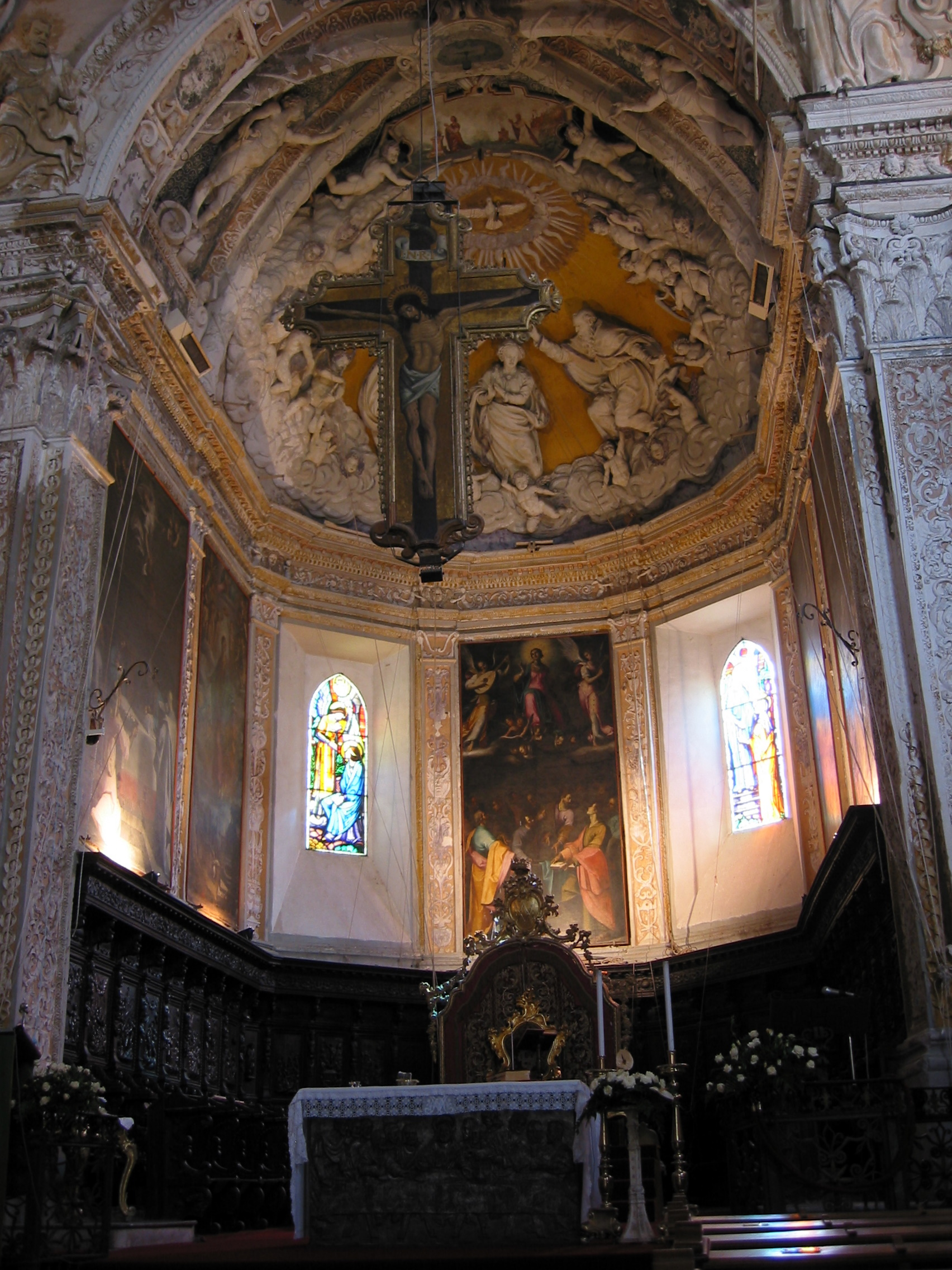
Abside e presbiterio.

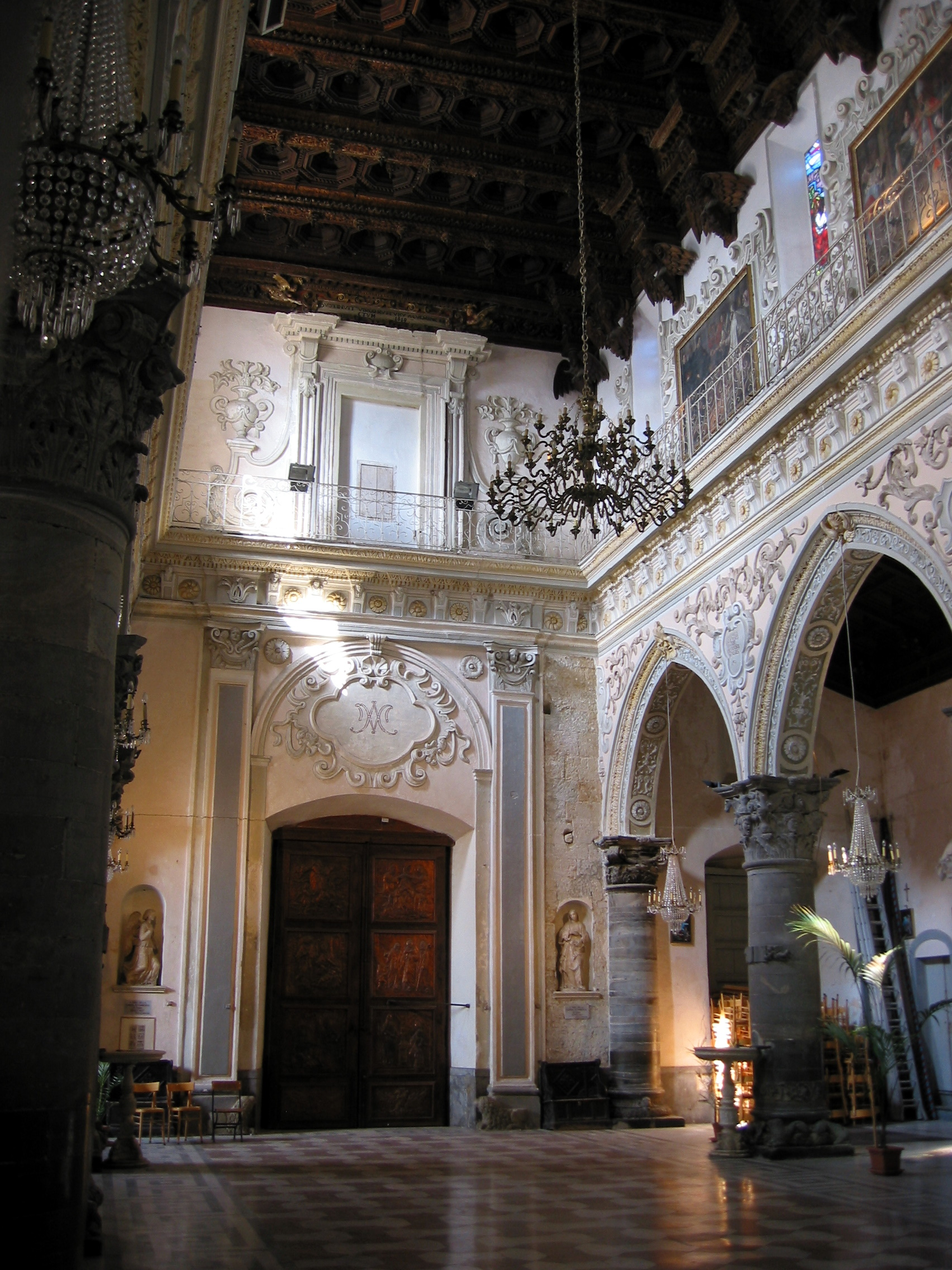
Controfacciata.

- Absidiola destra: Cappella della Vergine della Visitazione o Cappella dei Marmi. Ambiente con stucchi, colonne tortili[6] e bellissima decorazione in marmi policromi realizzato da Andrea Amato, dal nipote Domenico Bevilacqua e Francesco Battaglia. La nicchia sull'altare custodisce il prezioso e veneratissimo simulacro della Celeste Patrona della città, acquistato a Venezia nel 1412.[6] Protetto da ante con raffigurazione della Vergine della Natività (sul verso interno) e quella della Visitazione della Vergine (sul verso esterno), dipinti realizzati da Damiano Basile. Le sette chiavi che permettono l'apertura della custodia sono conservate nella chiesa di San Pietro, non molto distante dal duomo. 
  - Braccio transetto destro: Cappella della Natività. Altare con dipinto raffigurante l'Adorazione dei Magi, olio su tela, opera di Vincenzo Roggeri del 1675. Esternamente si apre la primitiva Porta del Giubileo o Porta Santa.
- Absidiola sinistra: Cappella del Santissimo Sacramento. Ambiente in stile gotico-catalane, uno dei più pregevoli esempi di arte gotica in Sicilia. Il manufatto marmoreo opera di Domenico Bevilacqua, gli stucchi delle nervature di Pietro Rosso.
  - Braccio transetto sinistro: Cappella della Madonna del Pilar. Sull'altare il quadro raffigurante la Madonna del Pilar, olio su tela di Guglielmo Borremans del 1733.[6]

#### Abside
- - la volta del catino absidale presenta un altorilievo raffigurante l'Incoronazione di Maria Regina del Cielo da parte del Cristo e di Dio Padre;
  - cinque pale in olio su tela di Filippo Paladini,[6] realizzate tra il 1612 e il 1613 raffiguranti da sinistra e in senso orario: Presentazione di Gesù al Tempio, Immacolata Concezione, Assunzione di Maria, Presentazione della Vergine al Tempio, Visitazione della Vergine Maria a Santa Elisabetta;
  - il coro ligneo detto dei canonici, in noce, opera scolpita a fine Cinquecento con pannelli raffiguranti scene bibliche;
  - il paliotto d'argento cesellato e sbalzato dall'artista palermitano Francesco Mancino;
  - il bellissimo crocifisso rappresentante il Cristus Patiens nella parte anteriore e il Cristus Triunphans in quella posteriore,[6] opera attribuita a Pietro Ruzzolone.

## Sacrestia
- La sacrestia, restaurata nel 2006, è ricca di opere, alcune delle quali dislocate nell'antisacrestia:
  - il magnifico casserizio ligneo in noce, enorme mobile scolpito, di notevole mole e grande validità artistica, raffigurante scene di vita di Gesù;
  - cappella, altare e quadro di Sant'Andrea; due tele in alto rappresentanti il Martirio di S. Agata
  - Soffitto della cappella con affresco ottocentesco di Saverio Marchese riproducente la Trasfigurazione di Raffaello
  - il lavamano marmoreo bianco del 1648 di Giovanni Gallina;
  - gli stucchi in cui sono inserite tele di Pietro Novelli e medaglioni con il Martirio di Sant'Agata e Martirio di Santa Caterina, opere di Giovanni Piccinelli del 1662;
  - il meraviglioso pavimento in maiolica policroma, fresco di restauro, in cui sono pregevolmente illustrate le scene sacre Mosè che disseta gli Ebrei e Raccolta della Manna.
- Sala del tesoro.

## Tesoro del duomo
Tesoro custodito nel museo Alessi, fra gioielli oggetto di donazioni, arredi e argenterie liturgici esso comprende: 
- 1595, Candelieri, in argento, opere giovanili di Annibale Gagini.[8]
- ?, Corona aurea con pietre preziose e smalti utilizzata per le feste patronali di Maria Santissima della Visitazione.

Sono custodite altresì collezioni di monete e di arte medievale.
- 1768, Ostensorio, manufatto in argento dorato e smalti, opera documentata di Salvatore Mercurio.

## Feste religiose
- 2 luglio Madonna della Visitazione: festa patronale. Dal 29 giugno e per le due settimane successive il simulacro è esposto alla devozione e venerazione dei fedeli.
- 16 dicembre - 11 gennaio. Periodo durante il quale si ricorda il patronato dalla Vergine sulla città. La data conclusiva celebra il ringraziamento per lo scampato pericolo derivante dal violento terremoto del Val di Noto del 1693.
- Ottava di Pasqua, periodo comprensivo dei riti processionali della Settimana Santa.
- 8 - 12 settembre, date in cui si ricordano i giorni natali della Vergine e ringraziamento per la fine della seconda guerra mondiale.